# Władysław Kochański (komunista)

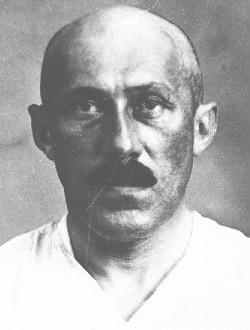
Władysław Kochański po aresztowaniu przez NKWD 1937

Władysław Kochański (ros. Владислав Станиславович Коханский; ur. 5 czerwca 1897 w Łodzi, zm. 28 lipca 1938 w miejscu egzekucji Kommunarka pod Moskwą) – działacz SDKPiL i KPP, oficer Armii Czerwonej.
Absolwent łódzkiej szkoły przemysłowo-rzemieślniczej i gimnazjum w Pabianicach, następnie student Politechniki Warszawskiej. Od 1916 działacz lewicowej organizacji studenckiej, a od czerwca 1917 członek SDKPiL. We wrześniu 1918 aresztowany na nielegalnym zebraniu koła SDKPiL i internowany w Havelbergu, uwolniony podczas rewolucji listopadowej 1918. Brał udział w I (Założycielskim) Zjeździe Komunistycznej Partii Robotniczej Polski (KPRP).
W styczniu 1919 przedostał się do Rosji sowieckiej i był słuchaczem w mińskiej Szkole Czerwonych Komunardów, a następnie od lipca 1919 walczył w Zachodniej Dywizji Strzelców na froncie zachodnim, południowo-zachodnim, na Krymie, pod Perekopem i w Bucharze. Początkowo był dowódcą kompanii w 6. Grodzieńskim Pułku Strzelców, następnie (od 12 października 1919) dowódcą batalionu, zastępcą dowódcy i komisarzem, a od 15 lutego 1920 dowódcą 155 Brygady Strzeleckiej. Podczas walk był 4 razy ranny i kontuzjowany. Za zasługi odznaczony Orderem Czerwonego Sztandaru.
W latach 1921–1923 słuchacz Akademii Sztabu Generalnego im. Frunzego w Moskwie i członek Mieszanej Rosyjsko-Polskiej Komisji Delimitacyjnej do spraw Ustalenia Granic oraz Sekretarzem Komisji Wojskowej Biura Polskiego KC RKP(b). Następnie do 1928 służył w Razwieduprze. 1 lutego 1926 został dowódcą 33 Pułku Strzelców, a 1 marca 1931 Naczelnikiem Zarządu Wojsk Pancernych Leningradzkiego Okręgu Wojskowego. Był ponadto wykładowcą w Wojskowo-Technicznej Akademii im. Feliksa Dzierżyńskiego i w szkole oficerskiej im. Józefa Unszlichta. Od 2 stycznia 1934–1935 dowódca 3 Brygady Lotniczej im. Siergieja Kirowa do zadań specjalnych. 1936 słuchacz wydziału operacyjnego Akademii Lotniczej. Od 31 stycznia 1937 dowódca i komisarz 5 Korpusu Lotniczego Ciężkich Bombowców.
Uważany za twórcę jednostek pancernych w ZSRR i zwolennika rozwoju lotnictwa bombowego.
Podczas „wielkiej czystki” 28 maja 1937 został aresztowany przez NKWD. 28 lipca 1938 Kolegium Wojskowe Sądu Najwyższego ZSRR skazało go na śmierć za „szpiegostwo i udział w sprzysiężeniu wojskowym”. Stracony tego samego dnia w miejscu egzekucji NKWD Kommunarka pod Moskwą i tam pochowany anonimowo.
Zrehabilitowany 7 lipca 1956 postanowieniem Kolegium Wojskowego SN ZSRR.